# Конституция РСФСР 1925 года
Конституция РСФСР 1925 года — конституция Российской Социалистической Федеративной Советской Республики (Советской России).

## Общие сведения
Утверждена Постановлением XII Всероссийского съезда Советов от 11 мая 1925 года «Об Утверждении Конституции (Основного Закона) РСФСР».
Человеком, сыгравшим наиболее важную роль в создании данной Конституции был Курский Дмитрий Иванович. Позднее им будут написаны три статьи на эту тему «Пересмотр текста Конституции РСФСР», «Конституция РСФСР 1925 года», «О новом тексте Конституции РСФСР».  
Процесс принятия Конституции начался с выступления Курского на 11 съезде Советов (19-29 января 1924), в котором он обосновывал необходимость принятия новой Конституции. 
Была создана Конституционная комиссия под председательством Курского, работавшая над проектом новой Конституции с 3 апреля 1924 года по 6 апреля 1925 года. 
16 марта 1925 г. проект Конституции РСФСР, подготовленный Конституционной комиссией, был направлен Президиумом ВЦИК на срочное и предварительное рассмотрение в СНК РСФСР. Обсуждение «Окончательного проекта» Конституции РСФСР 1925 г. в СНК республики проходило как на заседании самого Совнаркома, так и Госплане РСФСР – специальном совещании и президиуме Госплана РСФСР. 
Её принятие обуславливалось вхождением РСФСР в состав новообразованного Союза ССР и приведением российского законодательства в соответствие союзному (главным образом, Конституции СССР 1924 года). Новая Конституция отразила смягчение политической и экономической обстановки в стране в связи с окончанием гражданской войны и образованием СССР. Были несколько изменены и задачи — в отличие от Конституции РСФСР 1918 года, где ставилась задача «установления социалистической организации общества и победы социализма во всех странах», в Конституции 1925 года конечной целью было «осуществление коммунизма» и ничего не говорилось о других странах.
В первоначальном виде содержала 6 разделов, 8 глав и 89 статей.
В данную Конституцию вносилось несколько изменений, связанных с изменениями административно-территориального деления и реорганизации советских органов государственного управления.